# Harald Keller (Kunsthistoriker)
Harald Keller (* 24. Juni 1903 in Kassel; † 5. November 1989 in Frankfurt am Main) war ein deutscher Kunsthistoriker.

## Leben
Harald Keller, Sohn des Lehrers Fritz Keller und der Magdalene geborene Schellhas, studierte ab 1923 Kunstgeschichte an den Universitäten in Leipzig, Heidelberg und München. In München wurde er 1929 bei Wilhelm Pinder mit der Arbeit Das Treppenhaus im deutschen Schloß- und Klosterbau des Barock zum Dr. phil. promoviert. Von 1929 bis 1930 war er Assistent unter Carl Georg Heise am St. Annen-Museum in Lübeck, von 1930 bis 1935 zunächst Stipendiat, später Assistent an der Bibliotheca Hertziana in Rom.
1935 habilitierte er sich bei Hans Jantzen für das Fach Kunstgeschichte an der Universität Frankfurt am Main mit einer Arbeit über Giovanni Pisano, im selben Jahr wechselte er als Privatdozent für mittelalterliche und neuere Kunstgeschichte an die Universität München. Keller galt in der Zeit des Nationalsozialismus als politisch zurückhaltend. Seine universitäre Karriere wird als beispielhaft herausgehoben für eine Haltung, die aufzeigte, „[…] dass Zurückhaltung und Verweigerung bis zu einem gewissen Grade durchaus möglich waren.“ Nach seinem Kriegsdienst von 1939 bis 1944 erfolgte die Ernennung zum außerplanmäßigen Professor in München. 1948 kehrte er als ordentlicher Professor für Kunstgeschichte an das Kunstgeschichtliche Institut der Universität Frankfurt am Main zurück. Von 1948 bis 1955 schrieb er Beiträge für die Kunstchronik des Zentralinstituts für Kunstgeschichte in München. 1971 wurde er emeritiert.

## Werk
Die Forschungen Harald Kellers umspannen den Zeitraum vom Mittelalter bis zum 19. Jahrhundert. Er vertrat die bis auf Johann Joachim Winckelmann zurückreichende Auffassung der Kunstgeografie, in der „[…] die Regionen eines Landes als Kunsträume mit einem konstanten individuellen Charakter zu definieren und aus den landschaftlichen Gegebenheiten kunstgeschichtliche Tatsachen herzuleiten“ seien. So war es für ihn verständlich, dass sich die Frührenaissance nur unter den lokalen historischen Verhältnissen der toskanischen Städte, die Hochrenaissance dagegen nur im päpstlichen Rom entwickeln konnte. Auch die Entfaltung eines Tizian war für ihn nur in Venedig vorstellbar. Doch zog er die Kunstgeografie immer nur als zusätzliches Erklärungsinstrument hinzu und verkannte nicht, dass gesellschaftliche Einflüsse auf die Kunstproduktion lokale Hervorbringungen überlagern konnten.
Keller war ordentliches Mitglied der Bayerischen Akademie der Wissenschaften.

## Schriften (Auswahl)
- Giovanni Pisano. A. Schroll, München 1942.
- mit Walter Hege: Bamberg (Deutsche Lande – Deutsche Kunst). Deutscher Kunstverlag, München/Berlin 1950 (4. Auflage 1973).
- Salzburg (Deutsche Lande – Deutsche Kunst). Deutscher Kunstverlag, München/Berlin 1956.
- Engelspfeiler im Straßburger Münster. Reclam-Verlag, Stuttgart 1957.
- Veit Stoss. Der Bamberger Altar. Reclam-Verlag, Stuttgart 1959.
- Die Kunstlandschaften Italiens. Insel Verlag, Frankfurt am Main/Leipzig 1960.
- Venezianische Renaissance. Deutsche Buch-Gemeinschaft, Berlin/Darmstadt/Wien 1962.
- Die Kunstlandschaften Frankreichs. Insel Verlag, Frankfurt am Main/Leipzig 1963.
- Goethe, Palladio und England. Verlag der Bayerischen Akademie der Wissenschaften, München 1971.
- mit Jeannine Baticle: Die Kunst des 18. Jahrhunderts. Ullstein, Berlin 1971.
- Michelangelo: Zeichnungen und Dichtungen. Insel Verlag, Frankfurt am Main 1975, ISBN 3-458-01847-6.
- Michelangelo. Bildhauer, Maler, Architekt. Deutscher Bücherbund, Stuttgart 1976.
- Das Nachleben des antiken Bildnisses. Von der Karolingerzeit bis zur Gegenwart, Freiburg i.Br. 1977, ISBN 3-85883-008-9.
- Das alte Europa. Die hohe Kunst der Stadtvedute, Stuttgart 1983, ISBN 3-421-02586-X.
- Blick vom Monte Cavo. Kleine Schriften. Insel Verlag, Frankfurt am Main 1984.
- Dresden in Ansichten von Canaletto. Harenberg, Dortmund 1985.
- Südtirol – Kunstlandschaft oder Paß- und Straßenland?, Stuttgart 1987, ISBN 3-515-04828-6.
- Französische Impressionisten. Insel-Verlag, Frankfurt am Main/Leipzig 1993.

## Festschrift
- Hans Martin von Erffa (Hrsg.): Festschrift für Harald Keller. Zum 60. Geburtstag dargebracht von seinen Schülern, Roether, Darmstadt 1963.